# Lady Clementina Hawarden

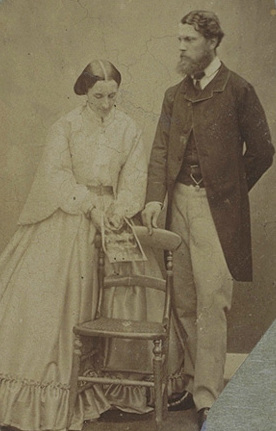
Lady Clementina Hawarden (?) con Donald Cameron de Lochiel, 1861.

Clementina Maude, Vizcondesa de Hawarden, nacida Clementina Elphinstone Fleeming (Cumbernauld, 1 de junio de 1822-Londres, 19 de enero de 1865), popularmente conocida como Lady Clementina Hawarden, fue una fotógrafa de retratos británica aficionada de la época victoriana. Produjo más de 800 fotografías, mayoritariamente de sus hijas adolescentes.

## Trayectoria
Era una de los cinco hijos de Catalina Paulina Alessandro (1800-1880) y su esposo el Almirante Charles Elphinstone Fleeming (1774-1840). En 1845, se casó con Cornwallis Maude, 4.º Vizconde de Hawarden, un político conservador irlandés; la pareja tuvo ocho hijas y dos hijos, de los que sobrevivieron a la infancia siete hijas y un hijo.
Empezó con la fotografía alrededor de 1857 o 1858, mientras vivía en la propiedad de la familia de su marido en Dundrum, Condado de Tipperary, Irlanda. Se trasladó a Londres en 1859 donde instaló su estudio en una elegante casa en el sur de Kensington. Allí tomó muchos de los retratos característicos por los que es principalmente recordada, muchos de los cuales incluyen sus hijas adolescentes Isabella Grace, Clementina Maude, y Florence Elizabeth. La característica decoración y mobiliario de una casa londinense de clase alta fueron retirados para crear puestas en escena y poses teatrales en el primer piso de la casa. Hawarden utilizó espejos para crear "dobles" que permitían observar las figuras desde distintos ángulos y luz solar natural para iluminar las tomas, lo cual era innovador. Utilizaba copias a la albúmina procesadas y viradas a la plata mediante el proceso del colodión húmedo, un método generalmente utilizado en su época.
La vizcondesa de Hawarden realizó su primera exhibición en la exposición anual de la Sociedad Fotográfica de Londres en enero de 1863 y fue elegida como miembro de la Sociedad para el siguiente marzo. Su trabajo era ampliamente aclamado por su "excelencia artística", ganando la medalla de plata en composición en la exposición. Hawarden fue considerada una fotógrafa amateur y aunque se apreció su trabajo, nunca fue considerada ampliamente como fotógrafa profesional. Su carrera fotográfica fue breve pero prolífica. Hawarden produjo más de ochocientas fotografías entre 1857 y 1864 antes de su repentina muerte debida a una neumonía. Durante este tiempo dio a luz a sus tres últimos hijos. El interés fotográfico de Lady Hawarden se centró en sus hijos. Solo se conserva una fotografía que se cree que puede ser la vizcondesa Hawarden, aunque también se cree que pueda ser un retrato de su hermana Anne Bontine.
Lewis Carroll, también fotógrafo, fue un admirador del trabajo de Hawarden. En una gran fiesta y bazar organizados para recaudar fondos para un nuevo edificio para la Real Escuela Femenina de Arte, instaló un puesto donde fotografió a los invitados, la única ocasión conocida en que hizo fotografías en público. Lewis Carroll llevó a dos niños al puesto para que los fotografiara y le compró las fotos. Su trabajo es también comparado favorablemente con el de Julia Margaret Cameron, otra fotógrafa victoriana, aunque su estética era muy distinta, ya que Cameron pone menos énfasis en la composición, los fondos o los accesorios.
Una colección de 775 retratos fue donada al Museo de Victoria y Alberto de Londres en 1939 por su nieta, Clementina Tottenham. Las fotografías fueron recortadas al sacarlas de los álbumes familiares. Estos recortes ahora son característicos del trabajo de Lady Hawarden, e indican que las imágenes fueron creadas para el disfrute familiar, no con fines comerciales, lo cual no se habría considerado apropiado para una dama de alta posición.
Carol Mavor escribió extensamente sobre el sitio del trabajo de Lady Hawarden en la historia de la fotografía victoriana así como interpretaciones contemporáneas del mismo. Mavor afirma que: "Las imágenes de Lady Hawarden muestran temas de género, maternidad, y sexualidad al mismo tiempo que se relaciona con temas inherentes de la fotografía como la pérdida, la duplicación y replicación, la ilusión o el fetiche."

## Galería

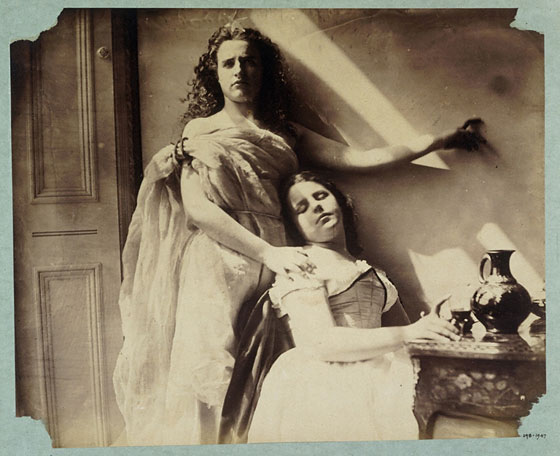
Hawarden; sus hijas Maude y Florence, 1863-4.
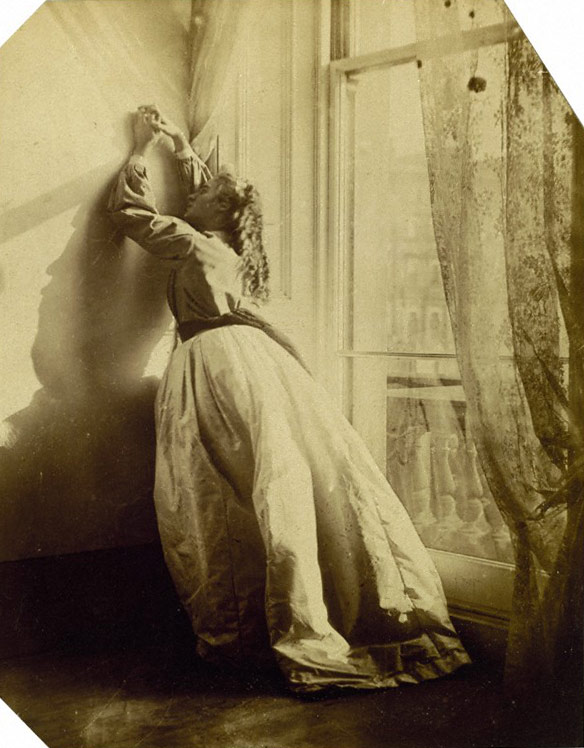
Clementina Hawarden; su hija Clementina Maude con gesto dramático y teatral de desesperación, 1862-3.
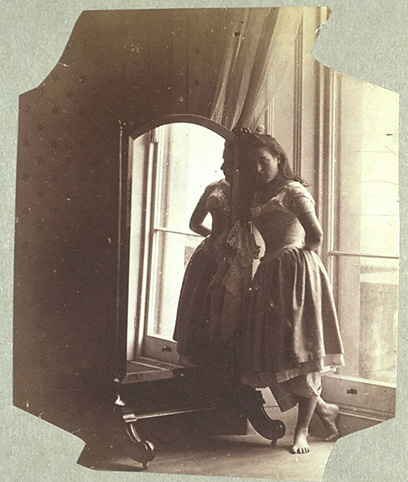
Hawarden; su hija Clementina Maude con espejo, 1862-3; recrea un momento de tocador, ya que la joven está en ropa interior: camiseta, corsé, enaguas, pololos.
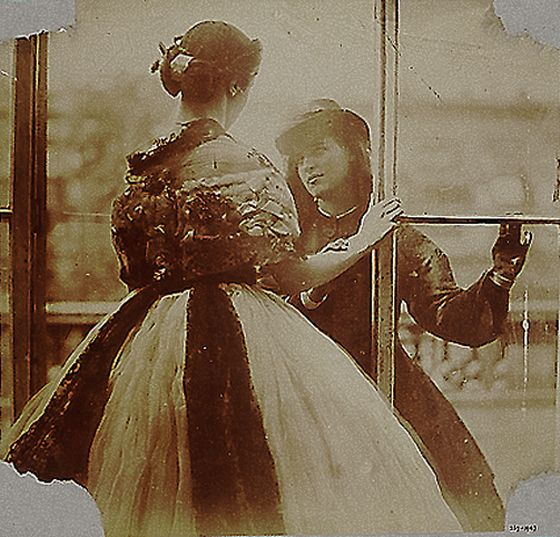
Hawarden; sin título, hacia 1860.
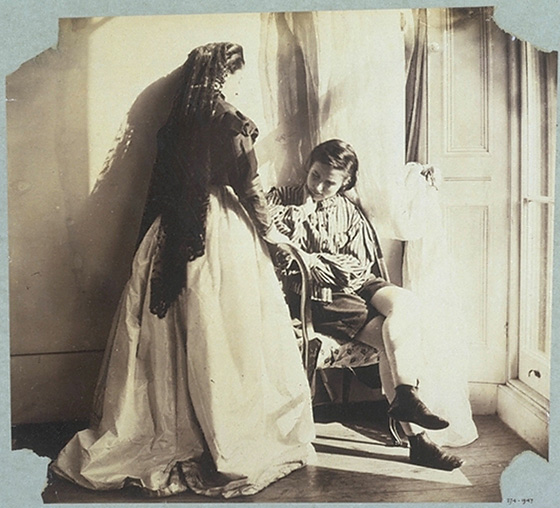
Clementina Hawarden; sus hijas Clementina Maude e Isabella, 1861.